# Orden de la Bandera Roja del Trabajo (Mongolia)
La Orden de la Bandera Roja del Trabajo (en mongol: Хөдөлмөрийн гавьяаны улаан тугийн одон) era la condecoración civil más alta de las concedidas por República Popular de Mongolia. La orden se estableció en 1926, mediante un decreto del Presídium del Gran Jural y el Consejo de Ministros de la República Popular de Mongolia, como contraparte civil de la militar Orden de la Bandera Roja. Fue creado como análogo a la condecoración soviética de la Orden de la Bandera Roja del Trabajo.
Se otorgaron alrededor de 300 medallas del tipo I, alrededor de 1100 del tipo II y alrededor de 4000 para los tipos III y IV.

## Historia
En 1926, por analogía con la condecoración Soviética de la Orden de la Bandera Roja del Trabajo, se estableció una orden en la República Popular de Mongolia, otorgada por hazañas laborales a ciudadanos y organizaciones. Inicialmente, la orden se llamó «Por Mérito Civil» (Бичгийн гавьяаны одон), en 1940 la orden comenzó a llamarse «Por Mérito en la Economía» (Аж ахуйн гавьяаны одон), y finalmente en 1945 la orden recibió su nombre definitivo (Orden de la Bandera Roja del Trabajo).

## Estatuto
A pesar de que la Orden de la Bandera Roja del Trabajo se concede desde 1926 no fue hasta el 16 de mayo de 1941, cuando se aprobó el estatuto de la Orden, en la sección III de la Resolución del Presídium del Gran Jural (parlamento) y el Consejo de Ministros de la república Popular de Mongolia No. 26-27.
Según la citada resolución del Presídium del Gran Jural, la Orden de la Bandera Roja del Trabajo de la República Popular de Mongolia se otorga aː
- Los trabajadores, empleados y otros ciudadanos que hayan conseguido logros notables mediante un trabajo honesto en el desarrollo de la ganadería, la industria, la cultura, la atención de la salud y otros sectores de la economía nacional de la República Popular de Mongolia.
- Las organizaciones e instituciones industriales y administrativas individuales que, cumpliendo con éxito el plan estatal y logrando un éxito notable en la organización del trabajo, aseguran el fortalecimiento del poder económico de la República Popular de Mongolia.

## Descripción
La Orden ha cambiado repetidamente su diseño a lo largo de los años, debido al cambio en el nombre y los símbolos estatales: así existen cuatro tipos básicos que se corresponden a los años 1926, 1940, 1945 y 1970. Así mismo en 1961 se cambió la barra de la cinta del pasador.

### Tipo I (1926-1940)
La insignia de la orden está hecha de plata dorada de 84 quilates. La insignia consta de cuatro partes separadas, que se fundieron y ensamblaron manualmente en pasadores. 
La insignia de la orden es una estrella convexa de seis puntas, cuya superficie está hecha en forma de rayos puntiagudos planos divergentes de diferentes longitudes.
En el centro de la insignia hay un parasol redondo cubierto de esmalte amarillo. Un elemento convexo, esmaltado en blanco, del adorno mongol «ulziy hee», que significa «felicidad, bondad, bienestar», se superpone al escudo. En la parte superior del adorno hay un escudo de armas Soyombo en relieve decorado con esmalte rojo y blanco. A la derecha del escudo de armas hay un estandarte desplegado de arriba abajo y cubierto con esmalte rojo, debajo del escudo hay una media corona de hojas de loto cubiertas con esmalte verde. Sobre el escudo de armas del Soyombo hay una estrella de cinco puntas, en cuyo centro hay una imagen simbólica de dos peces cubiertos de esmalte rojo y blanco.
El reverso de la placa de la orden es liso, ligeramente cóncavo. En el centro, se suelda un pasador roscado con una tuerca para sujetar la orden a la ropa. Sobre el pasador está el número de identificación del premio.
Dimensiones de la placa:
- la distancia entre los extremos opuestos de la estrella es de 51 mm.
- Peso del pedido: 35,20 g.
- Peso de la almohadilla: 4,6 g.
- Peso de la nuezː 2,60 g.

### Tipo II (1940-1945)
La insignia de la orden está realizada en plata dorada de 875 quilates
La insignia es una corona convexa de hojas de laurel (izquierda y derecha), recubierta de esmalte verde. En el centro de la corona hay un escudo de armas convexo de la República Popular de Mongolia del tipo 1940, parcialmente cubierto con esmalte azul claro, rojo y amarillo. La parte superior de la corona está cerrada por un estandarte cubierto de esmalte rojo oscuro que ondea a la derecha del bastón. La inscripción en la pancarta: “B. N. M. A. U ". En la parte inferior, la corona está enmarcada con una cinta, también cubierta con esmalte rojo oscuro.
El reverso de la insignia es liso, ligeramente cóncavo. En el centro, se suelda un pasador roscado con una tuerca para sujetar la placa a la ropa. El número de identificación del premio está grabado en la parte inferior.
Dimensiones de la placa:    
- Altura 51,5 mm
- Anchura 48 mm.
- Peso total 53,3 g.

### Tipo III (1945-1970)
La insignia está realizada en plata, el anverso está dorado. 
La insignia de la orden es una estrella convexa de ocho puntas, cuya superficie está hecha en forma de haces divergentes de rayos facetados. Cada viga consta de una viga central bifurcada y dos puntiagudas. Entre las vigas hay dos vigas redondeadas, revestidas de esmalte blanco. En el centro de la estrella hay un círculo de esmalte azul con un escudo convexo de la República Popular de Mongolia del tipo 1941, cubierto de esmalte rojo, azul, amarillo y verde. Sobre el escudo de armas hay un estandarte de esmalte rojo desplegado a la derecha. Debajo del escudo de armas hay una guirnalda de hojas de laurel cubiertas con esmalte verde.
El reverso de la placa de la orden es liso, ligeramente cóncavo. En el centro se suelda un perno roscado con tuerca para sujetarlo a la ropa, y quedan rastros de tres remaches con los que se conecta la estrella a la parte central. El número de identificación del premio está grabado en la parte inferior.
Dimensiones de la placa:    
- Altura 54 mm
- Anchura 50 mm.
- Peso total 64,40 g
- Peso de la nuez 6,70 g.

### Tipo IV (desde 1970)
La insignia de la orden está realizada en plata, el anverso está dorado
La insignia de la orden es una estrella convexa de ocho puntas, cuya superficie está hecha en forma de haces divergentes de rayos facetados. Cada viga consta de una viga central bifurcada y dos puntiagudas. Entre las vigas hay dos vigas redondeadas, revestidas de esmalte blanco. En el centro de la estrella hay un círculo de esmalte azul con un escudo convexo de la República Popular de Mongolia del tipo 1960, cubierto de esmalte rojo, azul, amarillo y verde. Sobre el escudo de armas hay un estandarte de esmalte rojo desplegado a la derecha. Debajo del escudo de armas hay una guirnalda de hojas de laurel cubiertas con esmalte verde.
El reverso de la placa de la orden es liso, ligeramente cóncavo. En el centro hay un alfiler para sujetar a la ropa y hay rastros de tres remaches, con la ayuda de los cuales se conecta la estrella a la parte central. El número de identificación del premio está grabado en la parte inferior.
Dimensiones de la placa:  
- Altura 54 mm

- Anchura 50 mm.
- Peso total 64,40 g
- Peso de la nuez 6,70 g.

## Cinta del pasador
Para el uso diario, el pedido tenía un símbolo en forma de barra de pedido. 
Hasta 1961, la barra de la orden era de metal rectangular, recubierta de esmalte de colores. Desde 1961, las tiras de esmalte fueron reemplazadas por tiras cubiertas con cinta de seda de muaré en los colores del pedido.
| Cinta de la Orden antes de 1961 | Cinta de la Orden después de 1961 |
|                                 |                                   |